# Проблем соларних неутрина
Проблем соларних неутрина представља неслагање између броја неутрина који стигну до Земље и броја који би требало да стигне према предвиђањима теоријског модела унутрашњости Сунца. Људи су први пут почели да се баве неутрином 1960-их година па све до 2002-ге године када је коначно решен. Наиме како неутрини имају масу, они се могу променити од типа неутрина који је настао у Сунцу до два различита типа која се не могу датектовати.
Неутрино
Неутрино је елементарна честица. Спада у лептоне [што значи да нема наелектрисање и спин је полубројни. Све до сада опажена неутрина су леве хеличности. Дуго се веровало да нема масу, међутим, постоје индикације да неутрино ипак има масу, мада врло малу. Постојање неутрина је постулирао Волфганг Паули, име им је дао Енрико Ферми, а експериментално их регистровао Фредерик Рејнс 1956, за шта је добио Нобелову награду за физику 1995. године.

## Увод
Сунце је природан нуклеарни реактор у којем долази до фузије и који се покреће помоћу протон-протон реакције која претвара четири протона у хелијум, неутрино и енергију. Прелазна енергија се ослобађа као гама зрачење и као кинетичка енергија делова, што укључује и неутрине који путују од Сунчевог језгра до Земље без икакве апсорпције од стране Сунчевих спољних слојева. 
Како детектори неутрина постају довољно осетљиви да измере проток неутрина до Земље, постало је јасно да је број детектованих неутрина мањи од броја који предвиђа модел Сунчеве унутрашњости. У различитим експериментима број детектованих неутрина био је између трећине и половине у односу на раније предвиђен број. То је сада познато као проблем соларних неутрина.

## Мерење
Касних шездесетих година прошлог века, Реј Дејвис и Џон Бакал су радили експеримент који је био прво мерење флукса неутрина од Сунца и добили су недостатак у броју неутрина. Експеримент је користио детектор на бази хлора. Хлор се користи зато што је производ интеракције хлора и неутрина аргон (37). Још један услов би требало да буде испуњен, а то је да се хлор налази дубоко у Земљи тако да само неутрин долази до њега. Коначно се добија број неутрина на основу броја атома аргона у хлору. Према стандардном моделу Сунца требало би да сваке секунде на метар квадратни Земље да падне између 65 и 86 милијарди неурита. Ако то применимо на резервоар са хлором, преко вероватноће ћемо добити да сваки дан треба да се створи један атом аргона. Међутим добијен је 3 пута мањи резултат него што је очекиван. Исти резултат је добијен и у експерименту у Јапану. То је довело до простог закључка- или се у Сунцу не произведе онолико неутрина колико се раније мислило или један број неурита не долази до Земље. Ако би прва теорија била тачна то значи да би и температура у језгру морала бити мања а то би узроковало мањи сјај Сунца. То значи да ти неутрини нестану на путу до Земље, или их једноставно уређај не детектује све. То је довело до открића да неутрин поседује врло малу масу која му омогућава да мења свој облик. То се назива осцилацијом неутрина. Према томе неутрин настаје у језгру онако како је то приказано стандарном моделу Сунца, али у међувремену неки од њих промени свој облик и тако онемогућавају детекторе да их препознају.